# Rik Mayall
Richard Michael Mayall (Harlow, Essex, Inglaterra, 7 de marzo de 1958-Barnes, 9 de junio de 2014), más conocido como Rik Mayall, fue un comediante y actor británico. Se le conoce principalmente por su colaboración con el actor y comediante Adrian Edmonson y por ser uno de los pioneros de la escena cómica alternativa de principios de la década de los ochenta en Reino Unido.

## Biografía
Cuando tenía tres años, Mayall y sus padres, ambos profesores de arte dramático, se mudaron a Redditch, Worcestershire, donde pasó el resto de su infancia y participó en las obras de sus padres. Estudió arte dramático en la Universidad de Mánchester y se hizo popular al aparecer en The Comedy Store con Adrian Edmonson, donde debutó en 1980. Se hacían llamar Los hermanos peligrosos, que se suponía eran un par de infantiles aunque caóticos temerarios; también hacían números cómicos, en los que uno solía prender fuego al otro. Llevaron el slapstick al escenario de comedia alternativa, aunque normalmente de manera extrema.
Mayall irrumpió en la televisión interpretando a Kevin Turkey, un personaje de la serie A Kick Up the Eighties, que empezó a emitirse en 1981. Su papel de estudiante de sociología y fan de Cliff Richard en la comedia The Young Ones (Los jóvenes) le supuso el aprecio del gran público. La serie estaba escrita por Mayall junto su amigo de toda la vida Ben Elton y su novia de entonces, Lise Mayer. El cómico y actor Alexei Sayle ponía el material adicional. Junto a muchos de sus coetáneos, Mayall se convirtió en una estrella en las películas de sketches.
Después de esto, apareció en Filthy Rich & Catflap (1986) con Adrian Edmonson y Nigel Planer y Bottom (1991-92, 1995), de nuevo con Edmonson (en la que ambos interpretaban papeles parecidos a los de The Young Ones). Su primer trabajo notable en solitario fue como el parlamentario conservador Allan Beresford B'stard en la comedia The New Statesman (1987-92) en la televisión local de Yorkshire, lo que le supuso cierta presencia en la televisora ITV.
En 1986 llegó al número 1 en las listas de singles cuando, con sus compañeros de The Young Ones, grabó con Cliff Richard una nueva versión del viejo éxito de Richard, «Living Doll», para la inauguración de la campaña Comic Relief. 
También trabajó en algunas películas, como Drop Dead Fred (Muérete Fred) y seis episodios cómicos bajo el título común Rik Mayall presenta en 1993. También apareció en la primera temporada de Blackadder como Mad Gerald y en la segunda y la cuarta como Lord Flashheart, y en el episodio especial Blackadder: Back & Forth como Robin Hood.
En 1998 sufrió un accidente con un quad en su granja en Devon, suponiéndole graves lesiones y quedando en coma durante varios días, pero consiguió recuperarse completamente. Después de ello, él y Edmonson bromearon sobre el hecho en diversas versiones teatrales de Bottom. Más tarde, la pareja empezó a escribir el borrador de la que fue su película Guest House Paradiso, estando Mayall en el hospital.
Mayall también interpretó al Profesor Adonis Cnut en la telecomedia Believe Nothing (2002) y al poltergeist Peeves en la primera película de Harry Potter (Harry Potter y la piedra filosofal), estrenada en 2001, pero sus escenas se suprimieron en el montaje final.

## Fallecimiento
El 9 de junio de 2014, su manager se encargó de comunicar a los medios que había falleció a los 56 años de edad en su casa en Barnes, Richmond-upon-Thames. En principio no se quiso especificar las causas de su muerte a los medios de comunicación.
Después su mujer confirmó que había tenido ataque cardíaco tras correr por la mañana.
Su funeral tuvo lugar el 19 de junio de 2014 en la iglesia de St. George en Dittisham, Devon. Entre los asistentes se encontraban Dawn French, Jennifer Saunders, Peter Richardson, Alan Rickman y los coprotagonistas de Mayall's Young Ones, Ade Edmondson, Nigel Planer y Alexei Sayle, junto con el coguionista de Young Ones, Ben Elton. Edmondson también fue portador de su féretro. De acuerdo con sus deseos, fue enterrado en la finca de su familia en Pasture Farm, East Allington, Devon.
Se sabe que el actor británico sufría de epilepsia, por lo que se especuló que las causas de su muerte podrían haber sido relacionadas con su enfermedad.

## Filmografía

### Cine y televisión
| Año         | Título                                              | Rol                                    | Director(a)          | Episodios      |
| ----------- | --------------------------------------------------- | -------------------------------------- | -------------------- | -------------- |
| 2014        | One by One 2014 Film                                | Actor principal                        | Diane Jessie Miller  | Largometraje   |
| 2013        | Man Down                                            | Padre                                  | Matt Lipsey          | 7 episodios    |
| 2013        | Damo and Ivor                                       | Alistair Itchdaddy                     | Robert Quinn         | 6 episodios    |
| 1998 - 2013 | Jonathan Creek                                      | Director Gideon Pryke                  | Sandy Johnson*       | 2 episodios    |
| 1983 - 2012 | The Comic Strip Presents...                         | Colin Grigson y Mr. McVitty            | Peter Richardson*    | 19 episodios   |
| 2009        | Midsomer Murders                                    | David Roper                            | Peter Smith*         | 1 episodio     |
| 2009        | Miss Marple                                         | Alec Nicholson                         | Charlie Palmer*      | 1 episodio     |
| 2009        | Minder                                              | Maurice Robinson                       | David Innes Edwards* | 1 episodio     |
| 2007        | Gina's Laughing Gear                                |                                        | Dermot Canterbury*   | 1 episodio     |
| 2006        | SpongeBob SquarePants                               | Lord Reginald (voz)                    | Alan Smart*          | 1 episodio     |
| 2005 - 2006 | King Arthur's Disasters                             | Rey Arturo                             | David Freedman       | 26 episodios   |
| 2005        | All About George                                    | George Kinsey                          | Jeremy Webb*         | 6 episodios    |
| 2004        | Shoebox Zoo                                         | Edwin el Águila                        | Justin Molotnikov*   | 13 episodios   |
| 2004        | ABBA: Our Last Video Ever                           | Jefe de grabación                      | Carl Åstrand         | Cortometraje   |
| 2003        | Sindy: La princesa de las hadas                     | Azbar (voz)                            | Richard Allport      | Mediometraje   |
| 2002        | Believe Nothing                                     | Profesor Adonis Cnut                   | John Stroud          | 6 episodios    |
| 2001        | Murder Rooms: Mysteries of the Real Sherlock Holmes | Teniente Daniel Blaney                 | Paul Marcus*         | 1 episodio     |
| 2001        | Tales of Uplift and Moral Improvement               | Señora Ffine Carmody                   | Bob Baldwin*         | 13 episodios   |
| 2000        | The Knock                                           | Reid                                   | Geoff Harris*        | 1 episodio     |
| 2000        | Great Performances                                  | Rey Herod                              | Brian Large*         | 1 episodio     |
| 1999        | Guest House Paradiso                                | Richard "Richie" Twat                  | Adrian Edmonson      | Película       |
| 1999        | Jellikins                                           | Narrador (voz)                         |                      |                |
| 1999        | Watership Down                                      | Kehaar                                 | Troy Sullivan        | 13 episodios   |
| 1998        | In the Red                                          | Dominic De'Ath                         | Marcus Mortimer      | 1 episodio     |
| 1998        | Tom and Vicky                                       | (voz)                                  | Martin Pullen        |                |
| 1997        | El fantasma de Canterville                          | Reverendo Dampier                      | Crispin Reece        | Película de TV |
| 1997        | Policía de barrio                                   | Patrick Massie                         | Chris Lovett*        | 2 episodios    |
| 1996        | The Willows in Winter                               | Toad (voz)                             | Dave Unwin           | Película de TV |
| 1995        | The Wind in the Willows                             | Toad (voz)                             | Dave Unwin           | Película de TV |
| 1995        | How to Be a Little Sod                              | Little Sod                             | Daniel Kleinman      |                |
| 1995        | Look at the State We're In!                         | Rattner                                | Sean Hardie*         |                |
| 1995        | Clair de Lune                                       | Toby                                   | Paul Unwin           | Película de TV |
| 1995        | Dirty Old Town                                      | Raymond                                | Paul Unwin           | Película de TV |
| 1995        | The Big One                                         | Lewis Fox                              | Simon Cellan Jones   | Película de TV |
| 1995        | The World of Peter Rabbit and Friends               | Tom Thumb                              | Dianne Jackson       | 1 episodio     |
| 1991 - 1995 | La pareja basura                                    | Richie                                 | Ed Bye*              | 18 episodios   |
| 1994        | A. B'Stard Exposed                                  | Alan B'Stard                           | Marcus Mortimer      | Película de TV |
| 1993        | Horse Opera                                         | Wyatt Earp                             | Bob Baldwin          | Película de TV |
| 1993        | Dancing Queen                                       | Neil                                   | Nick Hamm            | Película de TV |
| 1993        | Briefest Encounter                                  | Greg                                   | Nick Hamm            | Película de TV |
| 1993        | Micky Love                                          | Micky Love                             | Nick Hamm            | Película de TV |
| 1987 - 1994 | The New Statesman                                   | Alan B'Stard                           | Geoffrey Sax*        | 28 episodios   |
| 1989        | Blackadder Goes Forth                               | Comandante de escuadrón Lord Flasheart | Richard Boden        | 1 episodio     |
| 1989        | Grim Tales                                          | Narrador (voz)                         | Bob Baldwin          |                |
| 1988        | Jake's Journey                                      |                                        | Hal Ashby            | Película de TV |
| 1987        | French and Saunders                                 | Dawn's co-star                         | Bob Spiers*          | 1 episodio     |
| 1987        | Filthy Rich & Catflap                               | Richard Rich                           | Paul Jackson*        | 6 episodios    |
| 1986        | Saturday Live                                       | Richard Dangerous                      | Paul Jackson         | Programa de TV |
| 1986        | La víbora negra 2                                   | Flashheart                             | Mandie Fletcher      | 1 episodio     |
| 1986        | Jackanory                                           | Narrador (voz)                         | Marilyn Fox*         | 4 episodios    |
| 1985        | Happy Families                                      | Sacerdote                              | Paul Jackson*        | 1 episodio     |
| 1984        | The Lenny Henry Show                                |                                        | Geoff Posner         | Programa de TV |
| 1982 - 1984 | The Young Ones                                      | Rick, Alien Spotter y Dicky            | Geoff Posner*        | 12 episodios   |
| 1983        | La víbora negra                                     | Mad Gerald y como él mismo             | Martin Shardlow*     | 1 episodio     |
| 1982        | ¿Holocausto nuclear? ¡Lo que nos faltaba!           | Biff                                   | John Reardon         | 1 episodio     |
| 1982        | Kevin Turvey: The Man Behind the Green Door         | Kevin Turvey                           | Colin Gilbert        | Cortometraje   |
| 1981        | A Kick Up the Eighties                              | Kevin Turvey                           | Tom Gutteridge       |                |
| 1981        | Wolcott                                             | PC Fell                                | Colin Bucksey        |                |
| 1981        | The Comic Strip                                     | Richard Dangerous                      | Julien Temple        | Cortometraje   |
| 1980        | The Squad                                           | 1st Supporter                          | Paddy Russell*       | 1 episodio     |

[*] Al haber participado un gran número de directores, solo se indica al que más episodios ha dirigido.